# Братулешти (Галац)
Братулешти (рум. Brătulești) насеље је у Румунији у округу Галац у општини Кород. Oпштина се налази на надморској висини од 140 m.

## Становништво
Према подацима из 2002. године у насељу је живело 652 становника, од којих су сви румунске националности.